# Operation Ellaa'lan
Bei der Operation Ellaa'lan drangen  am 22. Oktober 2007 einundzwanzig Elitekommandos der Black Tigers in das Herz des sri-lankischen Luftwaffenstützpunktes in Anuradhapura ein und zerstörten acht Fluggeräte, darunter Helikopter, ein Aufklärungsflugzeug und ein Trainingsflugzeug. Gegen 4.30 Uhr griffen Flugzeuge der Air Tigers zur Unterstützung des Bodenkommandos in den Angriff ein. Sie kehrten nach Beendigung ihrer Mission sicher auf ihren Stützpunkt im Vanni zurück. Das sri-lankische Verteidigungsministerium behauptete jedoch, es seien nur drei Helikopter beschädigt, 13 Luftwaffensoldaten getötet und 18 verletzt worden.